# Вендел Жералдо
Вендел Жералдо Маурісіо-е-Сілва (порт. Wendel Geraldo Maurício e Silva, нар. 28 квітня 1982, Маріана) — бразильський футболіст, що грав на позиції флангового півзахисника, зокрема за клуби «Крузейру» та «Бордо».
Чемпіон Бразилії. Дворазовий володар Кубка Бразилії. Чемпіон Франції. Дворазовий володар Кубка французької ліги. Дворазовий володар Суперкубка Франції. Триразовий переможець Ліги Мінейро. 

## Ігрова кар'єра
Народився 28 квітня 1982 року в місті Маріана. Вихованець футбольної школи клубу «Крузейру». Дорослу футбольну кар'єру розпочав 2000 року в основній команді того ж клубу, в якій провів чотири сезони, взявши участь у 88 матчах чемпіонату.  Більшість часу, проведеного у складі «Крузейру», був основним гравцем команди. За цей час виборов титул чемпіона Бразилії, ставав володарем Кубка Бразилії і тричі перемагав у Лізі Мінейро.
Згодом з 2004 по 2005 рік грав у Португалії за «Насьонал», після чого повертався на батьківщину, де як орендований гравець грав за «Сантус».
Своєю грою за останню команду привернув увагу представників тренерського штабу клубу «Бордо», до складу якого приєднався 2006 року. Відіграв за команду з Бордо наступні п'ять сезонів своєї ігрової кар'єри. Граючи у складі «Бордо» також здебільшого виходив на поле в основному складі команди. За цей час додав до переліку своїх трофеїв титул чемпіона Франції, двічі ставав володарем Суперкубка Франції.
Протягом 2011—2012 років грав у Саудівській Аравії, де захищав кольори «Аль-Іттіхада» і «Аль-Шабаба».
2012 року повернувся на батьківщину, де грав за «Васко да Гама», «Спорт Ресіфі», «Гояс» та «Понте-Прета», а завершив професійну ігрову кар'єру 2018 року в «Наутіко Капібарібе».

## Титули і досягнення
- Чемпіон Бразилії (1):

«Крузейру»: 2003
- Володар Кубка Бразилії (2):

«Крузейру»: 2000, 2003
- Чемпіон Франції (1):

«Бордо»: 2008-2009
- Володар Кубка французької ліги (2):

«Бордо»: 2006-2007, 2008-2009
- Володар Суперкубка Франції (2):

«Бордо»: 2008, 2009
- Переможець Ліги Мінейро (3):

«Крузейру»: 2002, 2003, 2004